# Gurkovo
Gurkovo (in bulgaro Гурково?) è un comune bulgaro situato nella regione di Stara Zagora di 5 689 abitanti (dati 2009). La sede comunale è nella località omonima.

## Località
Il comune è formato dall'insieme delle seguenti località:
- Gurkovo (Гурково) (sede comunale)
- Brestova (Брестова)
- Dvorište (Дворище)
- Dimovci (Димовци)
- Konare (Конаре)
- Ljava reka (Лява река)
- Paničerevo (Паничерево)
- Pčelinovo (Пчелиново)
- Zlatirăt (Златирът)
- Žăltopop (Жълтопоп)
- Žergovec (Жерговица)